# Gelasma
Gelasma är ett släkte av fjärilar. Gelasma ingår i familjen mätare.

## Dottertaxa tillGelasma, i alfabetisk ordning[1]
- Gelasma aculeata
- Gelasma acutissima
- Gelasma adaptaria
- Gelasma albifulgens
- Gelasma albifusa
- Gelasma albistrigata
- Gelasma albitaenia
- Gelasma ambigua
- Gelasma angulata
- Gelasma atrapophanes
- Gelasma auspicata
- Gelasma balteata
- Gelasma bicolor
- Gelasma bifasciata
- Gelasma brachysoma
- Gelasma calaina
- Gelasma caudipunctata
- Gelasma centrophylla
- Gelasma chromatocrossa
- Gelasma coerulea
- Gelasma colataria
- Gelasma commixta
- Gelasma convallata
- Gelasma costipicta
- Gelasma cowani
- Gelasma cyanoconias
- Gelasma cynthia
- Gelasma dissimulata
- Gelasma dysgenes
- Gelasma epimitra
- Gelasma eumixis
- Gelasma flagellaria
- Gelasma fuscifimbria
- Gelasma fuscipuncta
- Gelasma fuscofrons
- Gelasma glaucaria
- Gelasma goniaria
- Gelasma grandificaria
- Gelasma griseoviridis
- Gelasma habra
- Gelasma hemitheoides
- Gelasma illiturata
- Gelasma imitans
- Gelasma immacularia
- Gelasma inaptaria
- Gelasma insignipecten
- Gelasma insulsata
- Gelasma invidens
- Gelasma korintjiensis
- Gelasma lychnopasta
- Gelasma maculifimbria
- Gelasma madecassa
- Gelasma magnipuncta
- Gelasma malagasy
- Gelasma marculenta
- Gelasma marginata
- Gelasma melancholica
- Gelasma microptera
- Gelasma miyashitai
- Gelasma mutatilinea
- Gelasma nigrifrons
- Gelasma nubecula
- Gelasma orthodesma
- Gelasma panterpna
- Gelasma papuensis
- Gelasma patara
- Gelasma perplexata
- Gelasma pervicax
- Gelasma prasina
- Gelasma privata
- Gelasma protrusa
- Gelasma quadrizona
- Gelasma sasakii
- Gelasma saturatior
- Gelasma selenosema
- Gelasma smaragdina
- Gelasma spumata
- Gelasma stuhlmanni
- Gelasma subangulata
- Gelasma subannulata
- Gelasma sublustris
- Gelasma submacularia
- Gelasma submixta
- Gelasma subtaminata
- Gelasma thetydaria
- Gelasma tibeta
- Gelasma unicolor
- Gelasma urapteraria
- Gelasma vagistriga
- Gelasma waterstradti
- Gelasma veninotata
- Gelasma versicauda
- Gelasma vinosifimbria
- Gelasma viridaurea